# Arkadisch-Cyprisch

Verbreiding van de Oudgriekse dialecten. Arkadisch-Cyprisch in het groen.

Arkadisch-Cyprisch was een Oudgrieks dialect, dat in Arkadië en Cyprus gesproken werd. Het stamt af van het Myceens, dat in de afgelegen gebieden van de Peloponnesos en ook op Cyprus bleef voortleven, ook na de Dorische invallen.
Over dit dialect is weinig geweten. Literatuur is ons niet overgeleverd in deze streektaal, de enige bronnen zijn opschriften. In Cyprus werd het Arkadisch-Cyprisch tot in de 3e eeuw v.Chr. in het Cypriotische schrift, het Lineair C geschreven.
Zoals de naam aangeeft, valt het dialect dan nog op te splitsen in het Arkadisch en het Cypriotisch die kleine verschilpunten met elkaar hebben.